# Neli Shakarián
Neli Shakarián –en ruso, Нелли Шакарян– (7 de febrero de 1984) es una deportista rusa que compitió en taekwondo. Ganó dos medallas en el Campeonato Europeo de Taekwondo, oro en 2005 y bronce en 2006.

## Palmarés internacional
| Campeonato Europeo | Campeonato Europeo | Campeonato Europeo | Campeonato Europeo |
| Año                | Lugar              | Medalla            | Categoría          |
| ------------------ | ------------------ | ------------------ | ------------------ |
| 2005               | Riga (Letonia)     | Medalla de oro     | –51 kg             |
| 2006               | Bonn (Alemania)    | Medalla de bronce  | –51 kg             |